# 安德烈亚斯·凯勒
安德烈亚斯·凯勒（德語：Andreas Keller，1965年10月1日—），德国男子曲棍球运动员。他曾代表西德、德国参加1984年、1988年和1992年夏季奥林匹克运动会曲棍球比赛，获得一枚金牌和二枚银牌。

## 家庭
祖父埃尔温·凯勒。父亲卡斯滕·凯勒。妹妹纳塔莎·凯勒，弟弟弗洛里安·凯勒。